# Ежовник Пеллиота
Ежо́вник Пеллио́та (лат. Anabasis pelliotii) — вид цветковых растений рода Ежовник (Anabasis) семейства Амарантовые (Amaranthaceae).

## Распространение и экология
В природе ареал вида охватывает Центральную Азию — Памиро-Алай, Тянь-Шань и Кашгарию.
Произрастает по щебнистым склонам.

## Ботаническое описание
Растение высотой 5—15 см, желтовато-зелёное, шершавое, от мелких сосочков, с длинным толстым корневищем и каудексом, несущим у основания многочисленных стеблей пушок. Стебли прямые, четырёхгранно-цилиндрические, в сухом виде бороздчатые, ломкие, состоят из 5—8 междоузлий.
Листья полуцилиндрические, кверху слегка желобчатые, к концу обычно немного булавовидно-утолщённые и несущие здесь короткую щетинку, назад едва дуговидно изогнутые, длиной 6—12 мм и шириной 1—2 мм, в пазухах с густым пучком волосков.
Цветки в пазухах чаще по три, с почти равными им по длине прицветничками; листочки околоцветника длиной около 2,5 мм, овальные, туповатые, при плодах развивают на спинке только зачатки крыльев. Тычинки сросшиеся нитями вместе с подпестичиым диском в кольцо со стаминодиями. Завязь покрыта бородавочками; рыльца коротко шиловидные, на очень коротком столбике, тёмные, отогнутые.